# Arx Fatalis
Arx Fatalis är ett datorrollspel för Xbox och Microsoft Windows. Spelet utvecklades av Arkane Studios, som är en datorspelsutvecklare i Lyon i Frankrike, och släpptes i november 2002.

## Fotnoter
1. ↑  Redump.org.[källa från Wikidata]
2. ↑  läs online, www.gamespot.com  , läst: 25 november 2022, ”DreamCatcher Games has today announced that it has acquired the worldwide publishing rights for the previously unannounced Xbox version of Arx Fatalis. The role-playing game, which was released for the PC in November last year, is scheduled for release on the Xbox toward the end of 2003.”.[källa från Wikidata]